# Hellerova myotomie
Hellerova myotomie je chirurgický zákrok horního nebo dolního jícnového svěrače. Používá se při odstranění achalázie. 

## Historie
Poprvé byla použita Ernstem Hellerem (1877–1964) v roce 1913. Jsou dvě varianty operace 1) laparoskopicky, nebo 2) otevřením hrudníku. Druhá varianta s sebou nese delší čas na zotavení. V roce 2014 bylo oslaveno 100 let používání této metody u pacientů s achalázií.

## Průběh
Myotomie probíhá v plné narkóze. Operace je často doprovázena antirefluxní plastikou, kdy se zabraňuje refluxu a poškození jícnu. Po operaci je předepsaná dieta, které vede k tomu, aby pacient mohl jíst bez problémů.  Po operaci se také doporučují kontroly u lékaře. 

## Komplikace
Mezi komplikace se řadí
- Barrettův jícen
- rakovina jícnu
- infekce
- GERD
- poškození jícnu